# Jorma Pohjanpalo

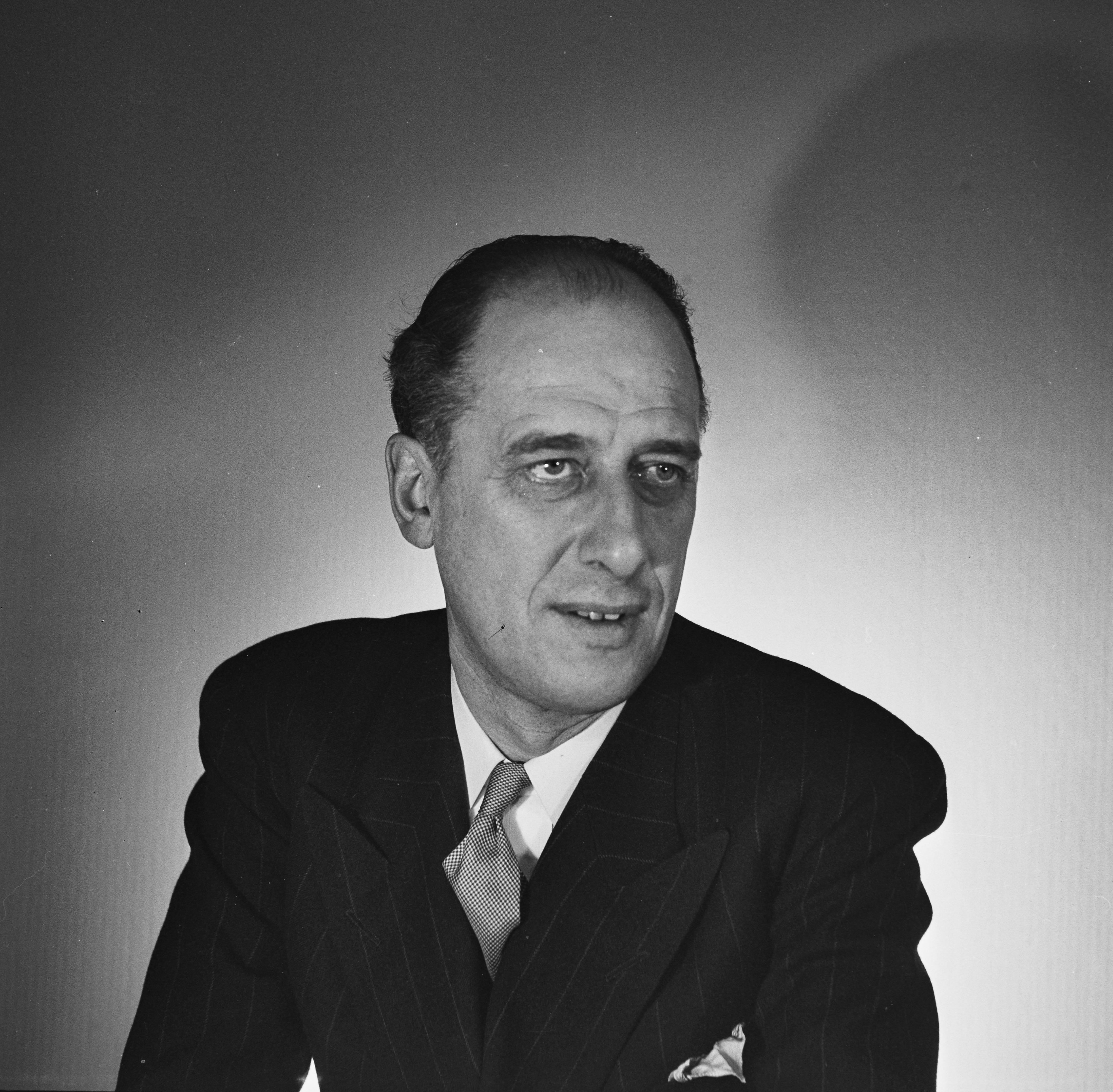
Jorma Pohjanpalo år 1951.

Jorma Pohjanpalo (till 1906 Friis), född 12 december 1905 i Ylivieska, död 19 juni 1991 i Helsingfors, var en finländsk ekonomie doktor, fackboksförfattare och sjöfartshistoriker.
Pohjanpalo var 1927–1931 konsulatsekreterare i Sydney och därefter bland annat 1930–1939 föreståndare för Turun Sanomats Helsingforskontor. Han var ombudsman i ett flertal industriförbund, längsta tiden (från 1942) i Finska plastindustriförbundet, där han var vd 1967–1973.
Pohjanpalo blev ekonomie doktor 1949. Han disputerade på en avhandling om Finlands handelssjöfart och publicerade senare flera andra böcker om samma ämne, bland annat Suomi ja merenkulku (1965, svensk översättning Finland som sjöfartsnation, 1968), Meri ja ihminen (1969, svensk översättning Människan och världshaven, 1972) och 100 vuotta Suomen talvimerenkulkua (1977). Han förlänades professors titel 1972.